# Rockers (película de 1978)
Rockers es una película jamaicana producida por Theodoros Bafaloukos. Varios artistas de reggae populares aparecen en la película, incluyendo Leroy Wallace, Burning Spear, Gregory Isaacs, Big Youth, Dillinger, and Jacob Miller.
Rockers fue originalmente destinado a ser un documental pero florecieron en un largometraje que demuestra la cultura del reggae en su apogeo. Con un presupuesto de JA$500,000, la película fue completada en dos meses.
En esta película, la cultura, los personajes y los gestos son auténticos. El rocker principal Leroy Wallace, por ejemplo, es mostrado viviendo con su actual esposa e hijos en su propia casa. 
Los estudios de grabación presentados en la película son el Harry J Studios donde muchos artistas de roots reggae grabaron durante la década de 1970, incluyendo Bob Marley, así como el Channel One Studios. La película incluye la grabación del tema «Graduation In Zion» de Kiddus I en Harry J's y una escena en la que Robbie agenda una sesión de grabación para el protagonista en Channel One. También se muestra el Randy's Record Mart, la tienda de música jamaiquina más grande de su época, y la planta prensadora de Joe Gibbs, Joe Gibbs Record Manufacturing Co.

## Elenco y cameos
- Leroy Wallace
- Richard "Dirty Harry" Hall
- Gregory "Jah Tooth" Isaacs
- Jacob "Jakes" Miller
- Robert "Robbie" Shakespeare
- Kiddus I
- Burning Spear
- Big Youth
- Dillinger
- Jack Ruby
- Leroy "Horsemouth" Wallace como él mismo (Baterista)
- Monica "Madgie" Craig como ella misma (Pareja de hecho de Horsemouth en la vida real)
- Poopa, Sharon y Rickie como ellos mismos (Hijos de Horsemouth y Madgie en la vida real)
- Richard "Dirty Harry" Hall como él mismo (Saxofonista)
- Gregory "Jah Tooth" Isaacs como él mismo (Cantante)
- Jacob "Jakes" Miller como él mismo (Cantante)
- Robert "Robbie" Shakespeare como él mismo (Bajista)
- Frank Dowding como Kiddus I (él mismo) (Cantante)
- Winston Rodney como Burning Spear (él mismo) (Cantante)
- Manley Buchanan como Big Youth (él mismo) (Deejay)
- Lester Bullocks como Dillinger (él mismo) (Deejay)
- Berris "Prince Hammer" Simpson como él mismo (Deejay y productor)
- Winston "Dr. Alimantado" Thompson como él mismo (Deejay)
- Joseph "Big Joe" Spalding como él mismo (Deejay)
- Everard "Jah Ruby" Metcalf como él mismo (Deejay y miembro del grupo de baile Black Invaders)
- Fay Bennett como ella misma (Primera deejay en estilo slackness y comediante)
- Martin Williams como Mr. Marshall (cantante de rocksteady del grupo The Jamaicans)
- Lawrence "Jack Ruby" Lindo como él mismo (Productor discográfico)
- Sister Aloma como ella misma (Esposa de L. "Jack Ruby" Lindo, administraba la tienda de discos de Jack Ruby en Ocho Ríos)
- Joe Gibbs como él mismo (Productor discográfico)
- Philyp "John Dread" Richards como él mismo (Promotor musical y futuro productor musical)
- Errol "Knatty Garfield" Brown como él mismo (Personalidad Rastafari, también aparece en el documental Heartland Reggae; no confundir con otros artistas llamados Errol Brown)
- Syndrel "T. Dread" Easington como él mismo (Personalidad del reggae y amigo de artistas)
- Omar "Ruffy" y Otis "Tuffy" como ellos mismos (Niños gemelos Rastafari conocidos entre los artistas de reggae)
- Sylvan Morris como él mismo (Ingeniero de sonido)
- Tommy McCook como él mismo (Saxofonista, flautista)
- Herman Marquis como él mismo (Saxofonista)
- Bobby Ellis como él mismo (Trompetista)
- Vin Gordon como él mismo (Trombonista)
- Earl "Chinna" Smith como él mismo (Guitarrista)
- Bertram "Ranchie" McLean como él mismo (Guitarrista, bajista y compositor)
- Leroy Smart como él mismo (Cantante)
- Noel "Scully" Simms como él mismo (Percusionista)
- Uziah "Sticky" Thompson como él mismo (Percusionista)
- Herman "Bongo Herman" Davis como él mismo (Percusionista y bailarín con un estilo único en una escena en una tienda de discos)
- Ian Lewis como él mismo (Bajista y miembro fundador de Inner Circle)
- Roger Lewis como él mismo (Guitarrista y miembro fundador junto a su hermano Ian de Inner Circle)
- Bernard "Touter" Harvey (Tecladista y compositor)
- Earl "Wya" Lindo como él mismo (Tecladista)
- Belly Lloyd como él mismo (Pianista)
- Carlton "Santa" Davis como él mismo (Baterista)
- Trevor "Leggo Beast" Douglas como él mismo (Promotor musical)
- Tyrone "Trainer Ragg" Blake como él mismo (Propietario del Turntable Club y del Merritone Sound System)
- Don Cooper como él mismo (Selector en el Merritone Turntable Club)
- Robert "Jah Wise" Campbell como él mismo (Pintor, artista visual)
- Theophilus "Easy Snapping" Beckford como él mismo (Pianista y pionero del ska)
- The Mighty Diamonds como ellos mismos (Grupo vocal de reggae)
- The Abyssinians como ellos mismos (Grupo vocal de reggae)
- Ras Michael & The Sons of Negus como ellos mismos (Bateristas tradicionales Rastafari; Ras Michael como vocalista)
- Ashley "Higher" Harris como él mismo (Doctor herbalista Rastafari que vive en las montañas)
- Raymond "Jeep Man" Hall como él mismo (Cultivador de ganja)
- Peter Francis Honiball como Mr. Honeyball (él mismo) (Empresario y gerente del restaurante gourmet "Au Refuge" en la vida real. Parte de la película fue filmada en la casa de Honiball, llamada Hightide en Rosemount, en la Parroquia de St. James).